# بخش فرانکلین (شهرستان هریسون، اوهایو)
بخش فرانکلین (به انگلیسی: Franklin Township) یک منطقهٔ مسکونی در ایالات متحده آمریکا است که در شهرستان هریسون، اوهایو واقع شده‌است.
 بخش فرانکلین ۵۸٫۰ کیلومتر مربع مساحت و ۶۰۳ نفر جمعیت دارد و ۳۴۸ متر بالاتر از سطح دریا واقع شده‌است.